# Anjel Lertxundi
Anjel Lertxundi Esnal o Andu Lertxundi (Orio, Guipúzcoa, 5 de marzo de 1948) es un escritor, crítico literario, periodista y guionista de televisión español. Escritor de larga trayectoria, ha abordado la novela, el relato y el ensayo, así como la literatura infantil y juvenil.

## Obra
Es considerado uno de los grandes renovadores de la narrativa en esta lengua y su extensa obra se define por la experimentación y el eclecticismo. Después de la novela Otto Pette (1994) (traducida como Las últimas sombras), considerada ya una obra imprescindible, se centró en el tema de las creencias tradicionales europeas como las leyendas protagonizadas por el diablo, cuyo resultado fue publicado en la sección Ifrentzuak de la editorial Alberdania. La serie la componen Piztiaren izena (libro de relatos), Azkenaz beste (novela), Argizariaren egunak (novela) y Letrak kalekantoitik (ensayo). Piztiaren izena (1995) es una serie de relatos sobre el mito de Fausto. Lertxundi reelaboró cinco años después la serie transformándola en una novela corta que fue publicada en castellano como El huésped de la noche (Alfaguara, 2001). Azkenaz beste (1996) aborda el castigo que sufren Nora y su padre, condenados a vagar en una calesa negra para siempre. Fue publicada en 1999 en castellano como Un final para Nora (1999). Argizariaren egunak (1998) aborda una reflexión en dos planos sobre la muerte y las obsesiones. En castellano se publicó como Los días de la cera (2001, Alfaguara). 
Ha trabajado en televisión, escribiendo guiones para teleseries y como asesor. También ha colaborado con el mundo del cine con las películas Hamaseigarrenean, aidanez ("A la decimosexta, al parecer"), basada en una de sus propias novelas y Karelatik ("Por la borda"), escrita y dirigida por él mismo. Es colaborador de diversos medios escritos, entre ellos el diario Berria, donde escribe una columna todos los días. Otra de sus novelas que ha sido adaptada al cine es Zorion Perfektua (La felicidad perfecta), aunque él no participó en la adaptación de la misma. 
Participó en 1982 en la fundación de la Asociación de Escritores en Lengua Vasca, de la que fue su primer presidente (1982-1985).

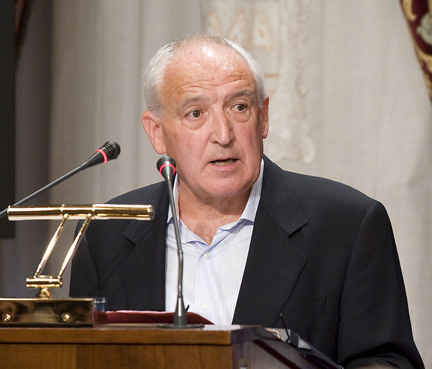
Anjel Lertxundi en 2009

## Premios
Lertxundi ha sido galardonado dos veces con el Premio de la Crítica de narrativa en euskera. En 1983 por Hamaseigarrenean, aidanez y en 1991 por Kapitain Frakasa. En 1999 recibió el Premio Euskadi de Literatura por Argizariaren egunak. En 2010 obtuvo el Premio Nacional de Ensayo por Vidas y otras dudas (Eskarmentuaren paperak). También ha recibido el Premio Rosalía de Castro, como reconocimiento de su trayectoria literaria.

## Obras

### Literatura infantil y juvenil
- Erlaitzen irudiak, 1981, Erein
- Tristeak kontsolatzeko makina 1981, Erein. Traducida al castellano como La máquina de la felicidad (1988).
- Gizon kabalen piurak 1982, Erein
- Artillero, dale fuego 1986, Erein
- Eskiatzaile herrenaren kasua 1988, Erein
- Estalaktita rockeroaren kasua 1988, Erein
- Kaxkajo bahituaren kasua 1988, Erein
- Paris de la France-ko pateen kasua 1988, Erein
- Alarguntsa sikodelikoaren kasua 1989, Erein
- Sardina ezpain gorriaren kasua 1989, Erein
- Peru eta Marixe, mila eta bat komerixe 1993, Erein
- Tresak eta kordelak 1993, Ayuntamiento de Zarautz
- Nire kuleroak 1999, Elkar
- Muxubero, mon amour 2000, Elkar

### Relatos
- Hunik arrats artean 1970, Lur
- Ajea du Urturik 1971, Gero Mensajero
- Goiko kale 1973, Gero Mensajero
- Aise eman zenidan eskua 1980, Erein
- Urtero da aurten 1984, Erein
- Lurrak berdinduko nau 1990, Erein
- Piztiaren izena 1995, Alberdania. Publicada en castellano como novela corta con el título El huésped de la noche (2001, Alfaguara).
- Paper-festa 2012, Alberdania

### Novelas
- Hamaseigarrenean, aidanez 1983, Erein
- Tobacco days 1987, Erein
- Carla 1989, Erein
- Kapitain frakasa 1991, Erein
- Otto Pette: hilean bizian bezala 1994, Alberdania. Traducido al castellano como Las últimas sombras (1996, Seix Barral). Finalista del Premio Nacional de Literatura en la modalidad de narrativa en 1994.
- Azkenaz beste 1996, Alberdania. Traducido al castellano como Un final para Nora (1999, Alfaguara)
- Argizariaren egunak 1998, Alberdania. Traducido al castellano como Los días de la cera (2001, Alfaguara).
- Lehorreko koadernoa 1998, Alberdania. Traducido al castellano como Cuaderno de tierra firme
- Zorion perfektua 2002, Alberdania. Traducido al castellano como La felicidad perfecta
- Konpainia noblean 2004, Alberdania
- Ihes betea 2006, Alberdania. Traducido al castellano como Línea de fuga
- Zoaz infernura, laztana (2008), Alberdania
- Etxeko hautsa (2011), Alberdania. Traducido al castellano como Los trapos sucios, publicado por ed. Alberdania.
- Zu 2015, Erein. Traducido al castellano como Tú (2016, Erein)
- Horma 2017, Erein. Traducido al castellano como Este muro de hielo (2018, Erein)
- Gilles de Rais 2020, Alberdania

### Ensayos
- Gaurko literatura 1968, Seminario de San Sebastián.
- Pio Baroja 1972, Gero Mensajero
- Xabier Lizardi, olerkari eta prosista 1974, Jakin
- Haur literaturaz 1982, Erein
- Letrak kalekantoitik 1996, Alberdania
- Munduaren neurriak 1998, BBK e Ikeder
- Gogoa zubi 1999, Alberdania
- Muga-mugako zirriborroak (Edo pipiñoen kanpaina baten lehendabiziko zirriborroak) 1999, Koldo Mitxelena Kulturuneko Erakustaretoa. Traducido al castellano como Bocetos fronterizos: (o primeros bocetos para una campaña contra la polillita) (1999, Sala de Exposiciones Koldo Mitxelena Kulturunea)
- Mentura dugun artean 2001, Alberdania.
- Eskarmentuaren paperak, 2010, Alberdania. Traducida al castellano como Vidas y otras dudas. Obtuvo el Premio Nacional de Ensayo de 2010.
- Itzuliz usu begiak 2019, Alberdania
- Basamortuan behatxulo bat 2021, Alberdania

### Traducciones
- Urrezko Astoa; Luzio Apuleio (El asno de oro) 1996, Ibaizabal

### Libros de Viajes
- Italia, bizitza hizpide 2004, Alberdania / Zaharra

### Biografías
- Martin Ugalde, leialtasun baten historia 1997, Ayuntamiento de Andoáin.
- Jon Ugarte, trebetasun baten historia  1986, Ayuntamiento de  Orio.